# NHL Entry Draft 1985
Der NHL Entry Draft 1985 fand am 15. Juni 1985 im Metro Toronto Convention Centre in Toronto in der kanadischen Provinz Ontario statt. Bei der 23. Auflage des NHL Entry Draft wählten die Teams der National Hockey League (NHL) in zwölf Runden insgesamt 252 Spieler aus. Als First Overall Draft Pick wurde der kanadische Abwehrspieler – und später zum Flügelstürmer umfunktionierte – Wendel Clark von den Toronto Maple Leafs ausgewählt. Auf den Positionen zwei und drei folgten Craig Simpson für die Pittsburgh Penguins und Craig Wolanin für die New Jersey Devils. Die Reihenfolge des Drafts ergab sich aus der umgekehrten Abschlusstabelle der abgelaufenen Spielzeit 1984/85, wobei die Playoff-Teams nach den Mannschaften an der Reihe waren, die die Playoffs verpasst hatten.
Erstmals in seiner Geschichte fand der Draft nicht in Montréal statt, sondern begann mit dem Jahre 1985, in regelmäßigem Wechsel zwischen anderen NHL-Städten zu rotieren. Zugleich setzte sich der Trend der Vorjahre, verstärkt europäische Spieler zu verpflichten, nicht fort; stattdessen fiel die Zahl der im Draft verpflichteten Europäer um knapp 25 %.
Darüber hinaus gilt das Jahr 1985 als vergleichsweise schwacher Jahrgang, so erreichte nur Joe Nieuwendyk die Marke von 1000 Scorerpunkten, während er – neben Igor Larionow – eines von bisher nur zwei Hall-of-Fame-Mitgliedern darstellt. Zu erwähnenswerten Spielern zählen dennoch unter anderem Ulf Dahlén, Derek King, Calle Johansson, Eric Weinrich, Fredrik Olausson und Kelly Buchberger sowie die Torhüter Sean Burke, Mike Richter und Bill Ranford.

## Draftergebnis

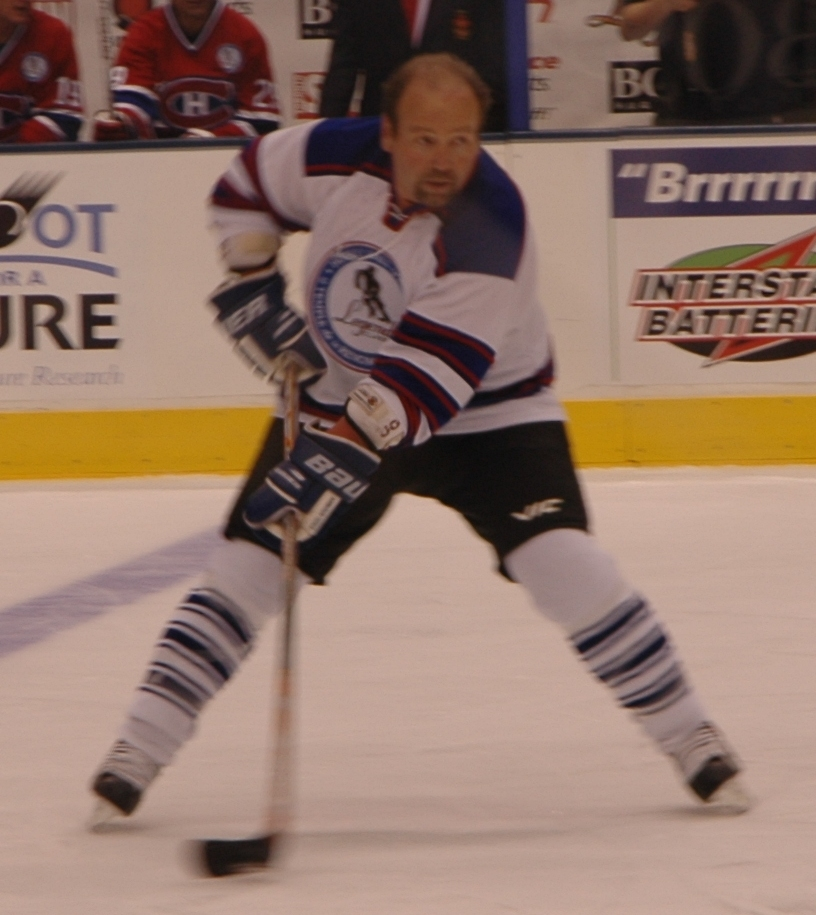
Wendel Clark, gewählt an Position 1

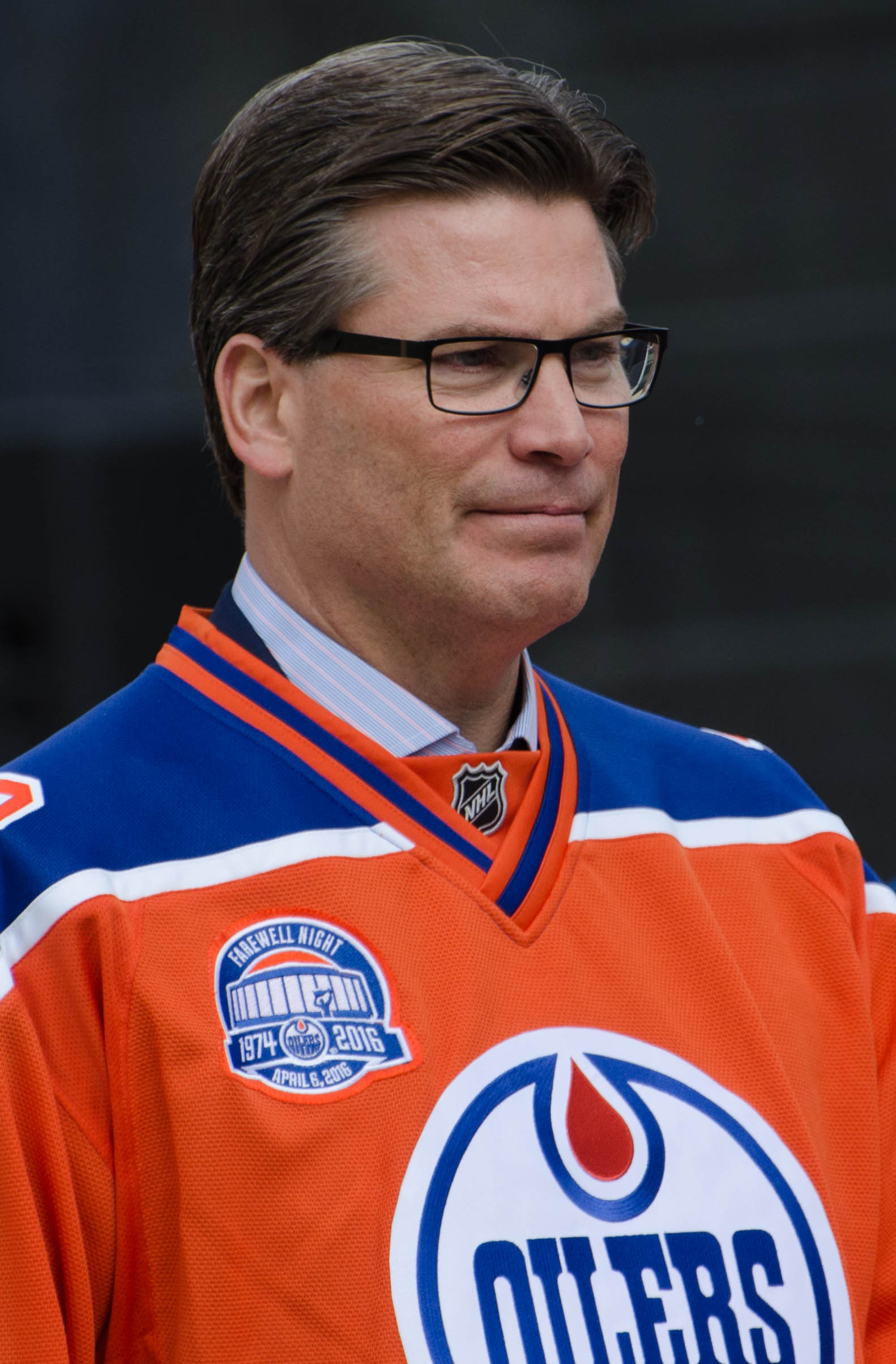
Craig Simpson, gewählt an Position 2

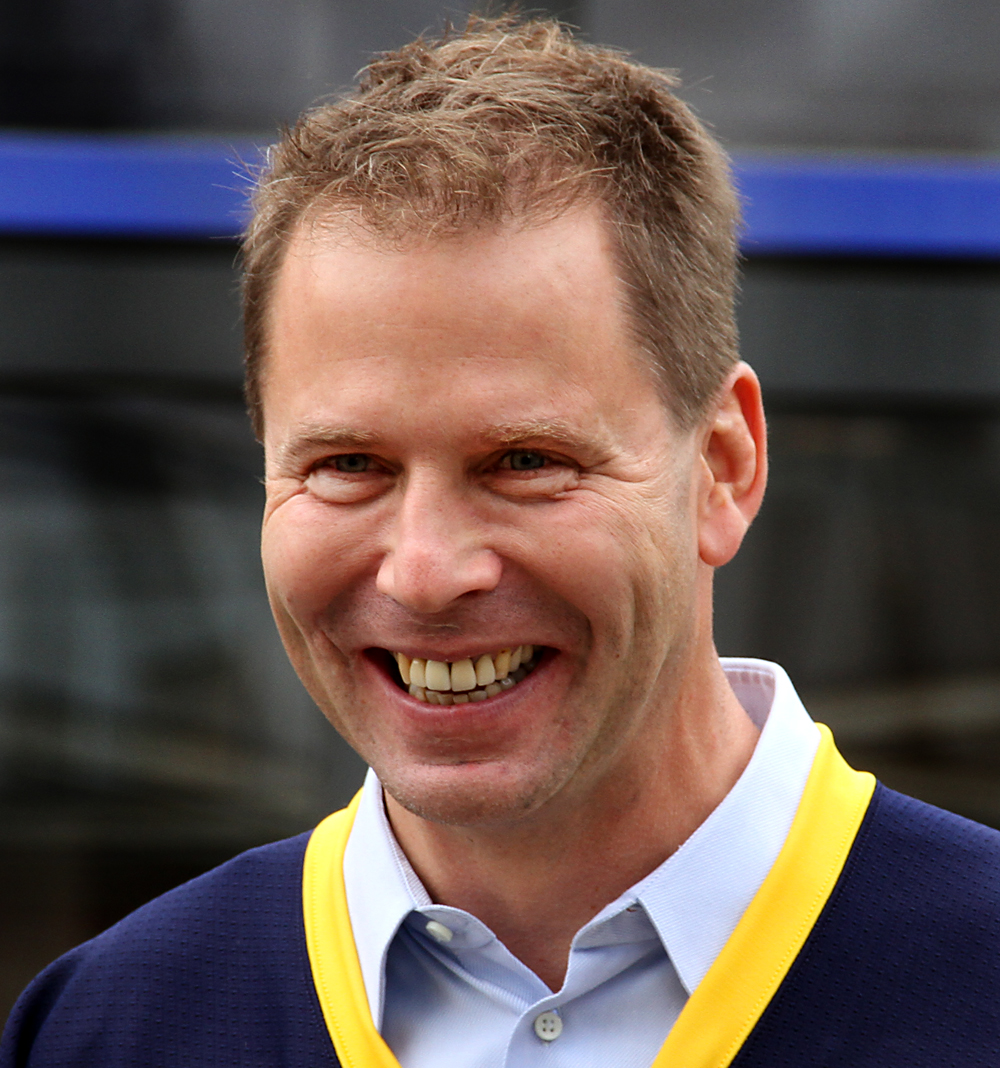
Ulf Dahlén, gewählt an Position 7

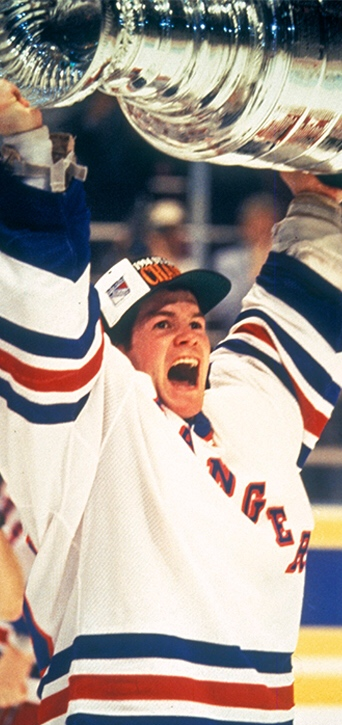
Mike Richter, gewählt an Position 28

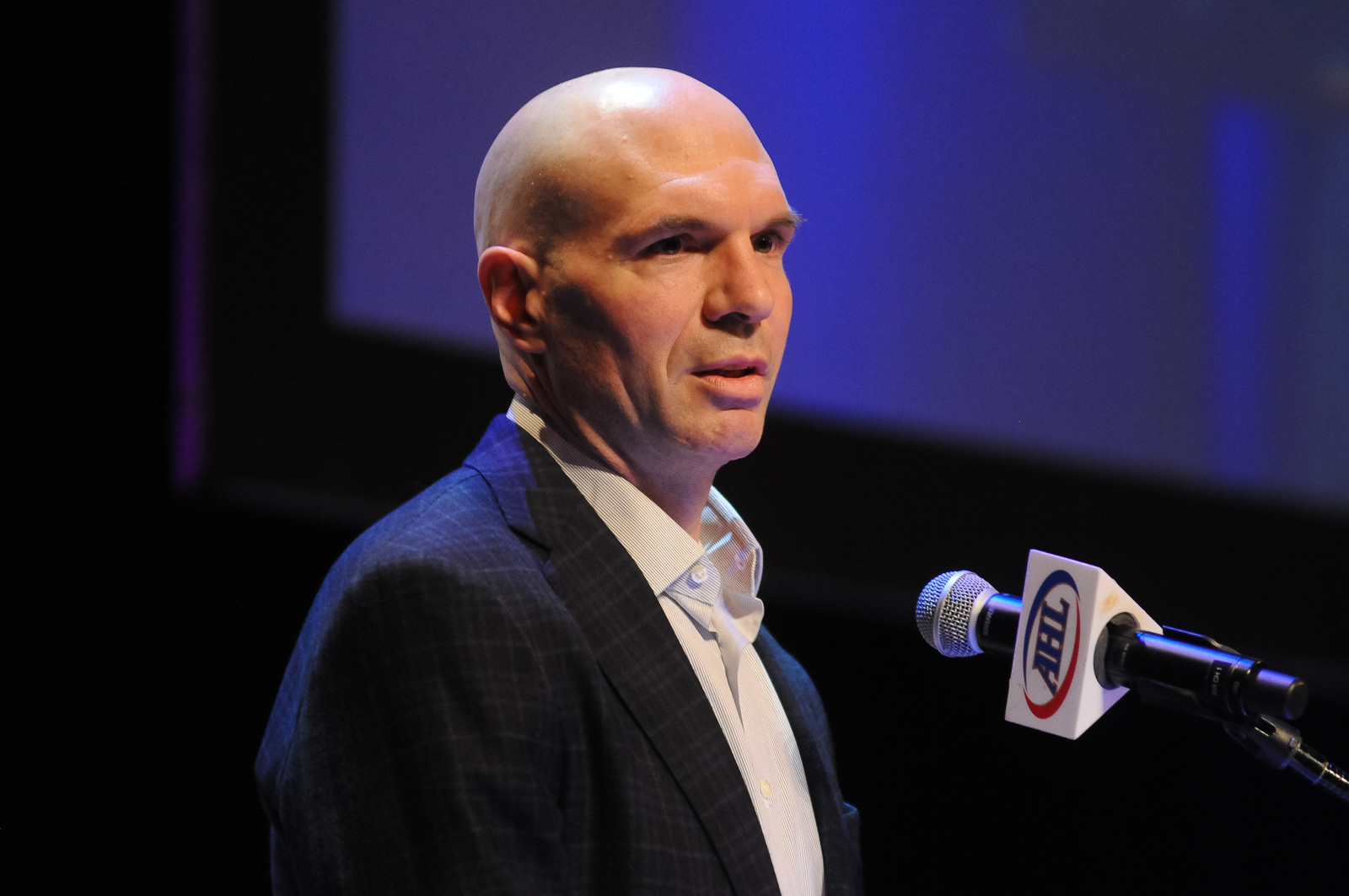
Eric Weinrich, gewählt an Position 32

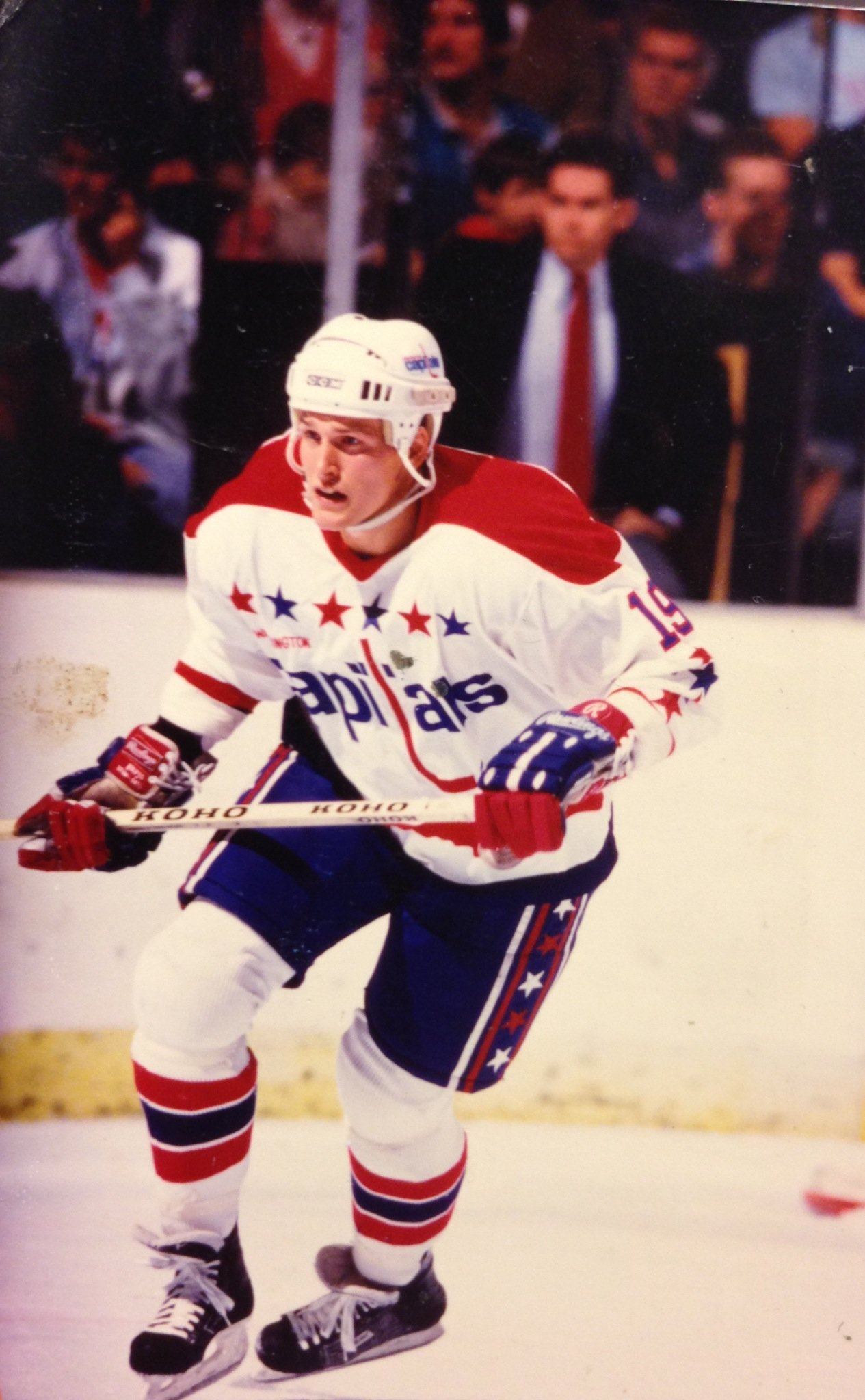
John Druce, gewählt an Position 40

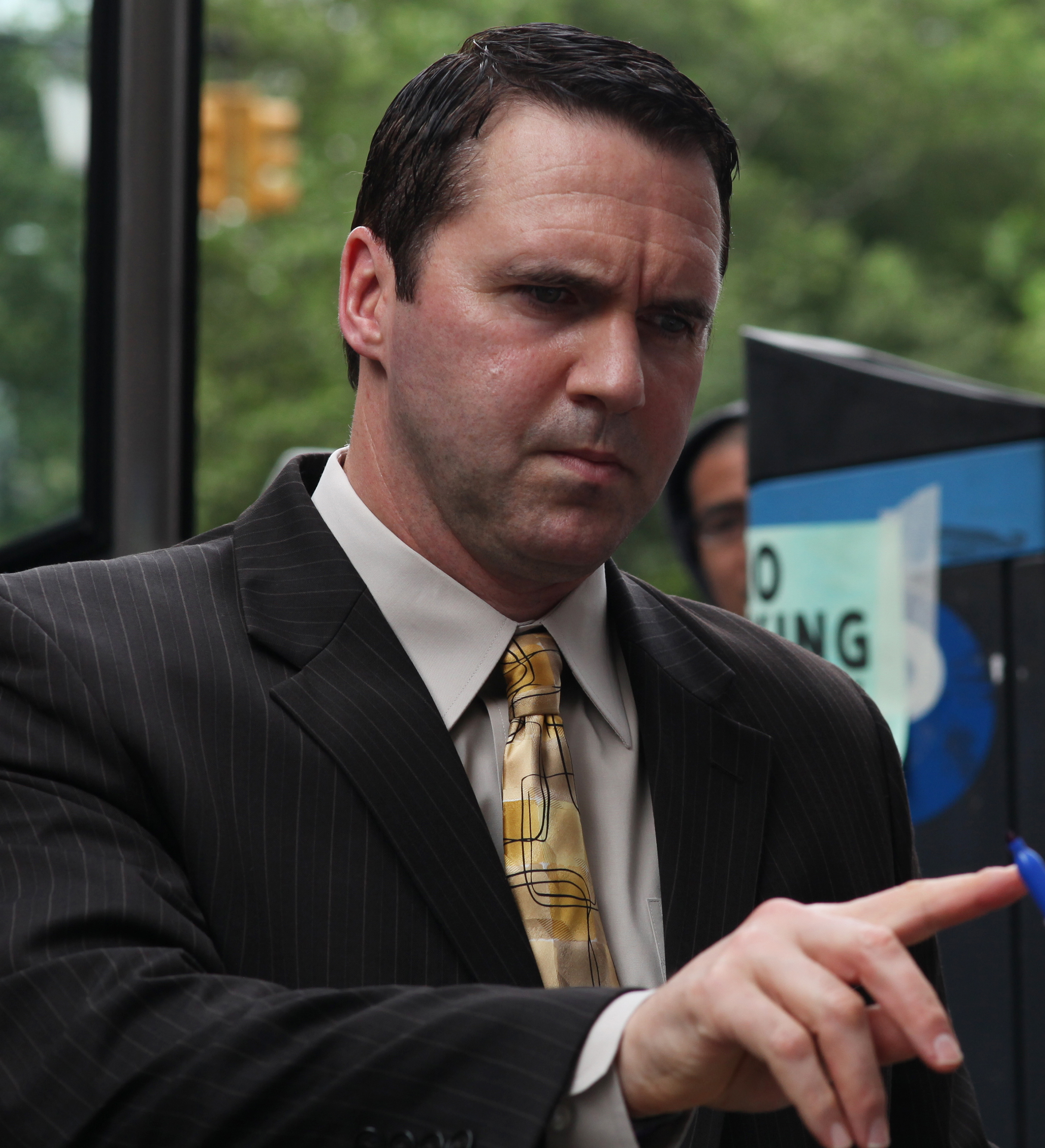
Bill Ranford, gewählt an Position 52

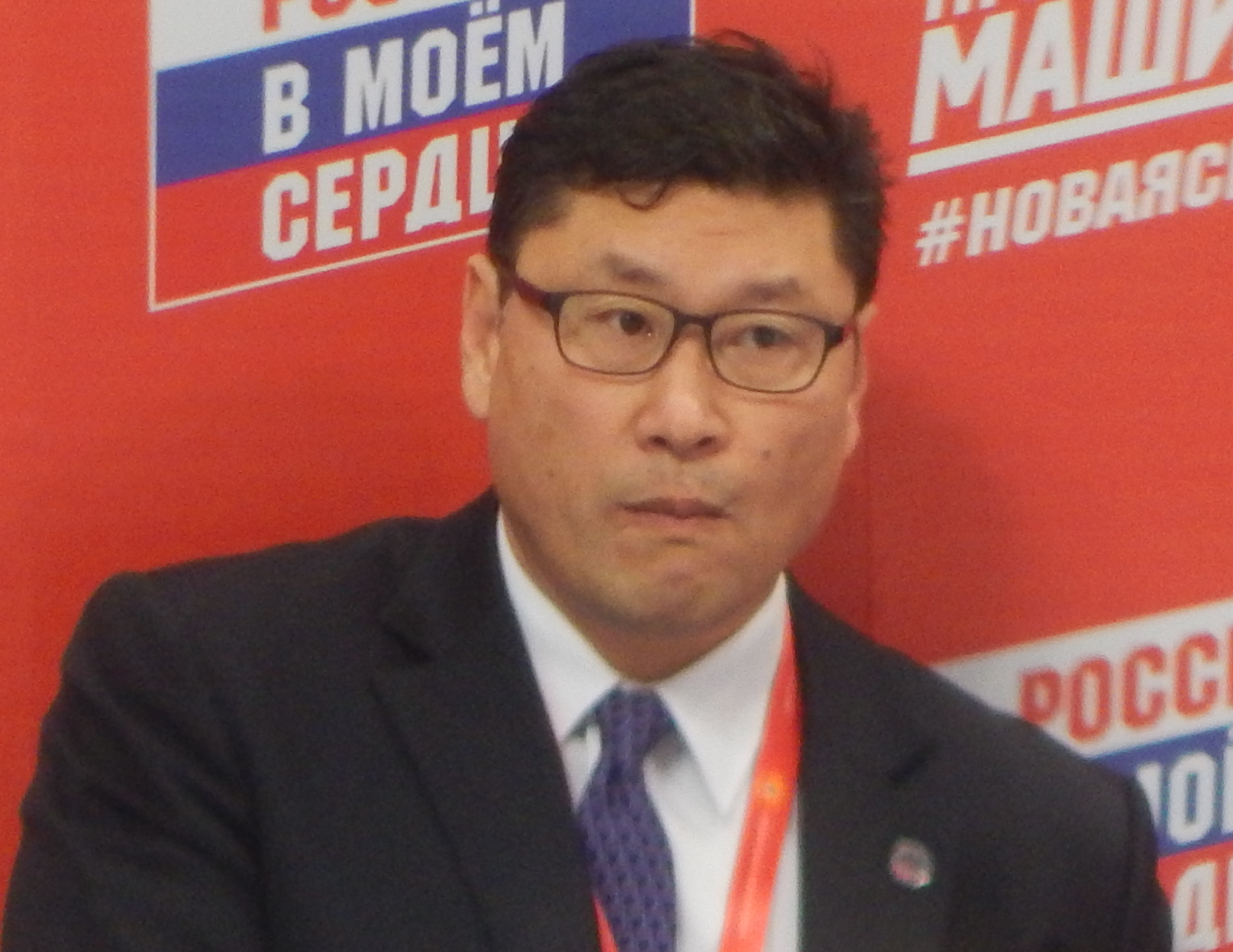
Jim Paek, gewählt an Position 170

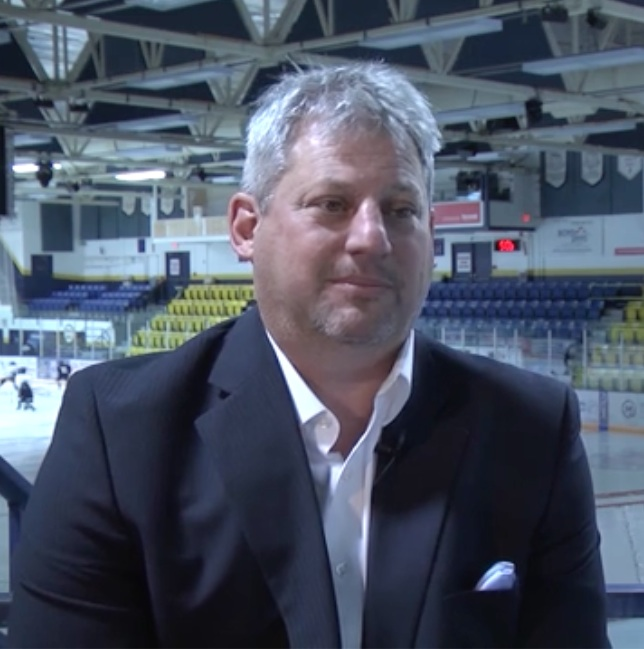
Curtis Hunt, gewählt an Position 172

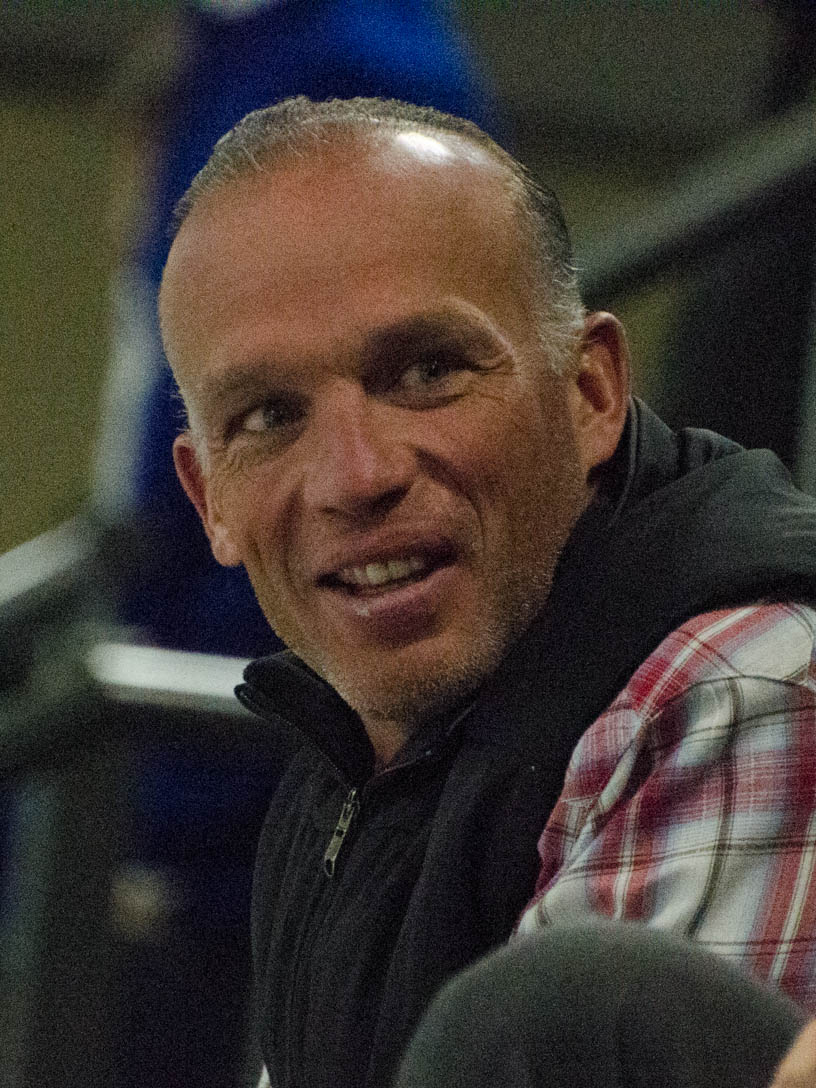
Kelly Buchberger, gewählt an Position 188

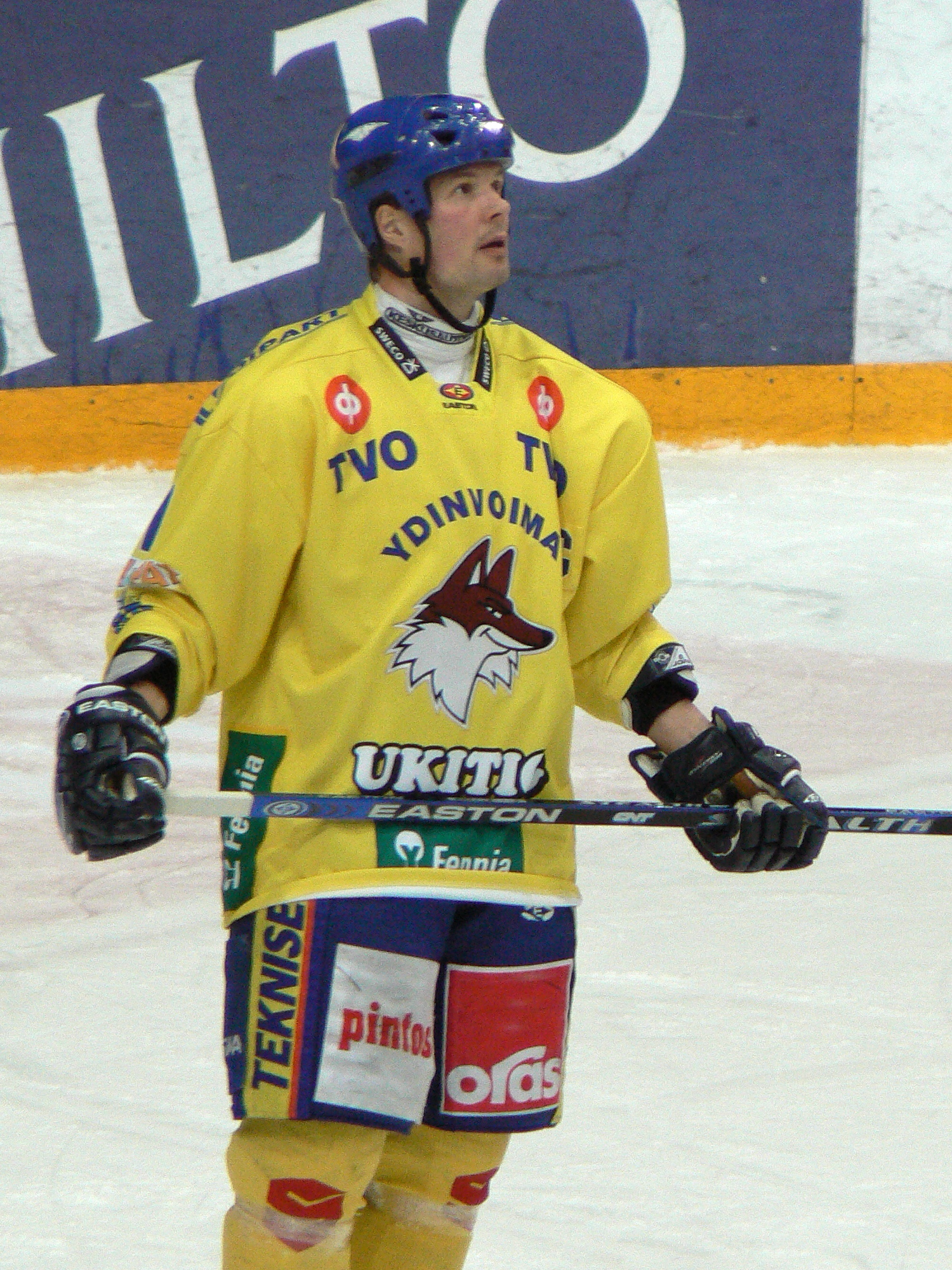
Erik Hämäläinen, gewählt an Position 197

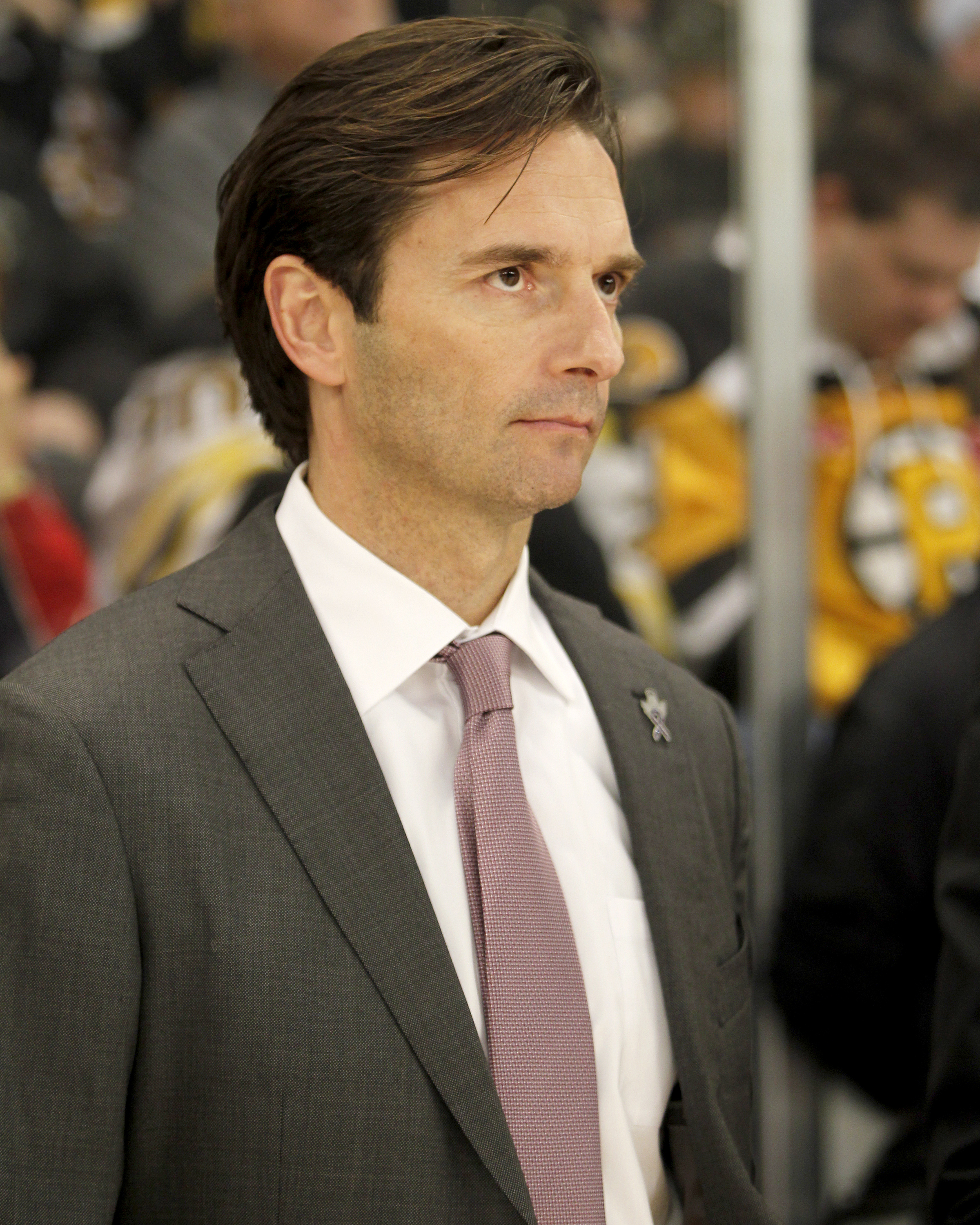
Dallas Eakins, gewählt an Position 208

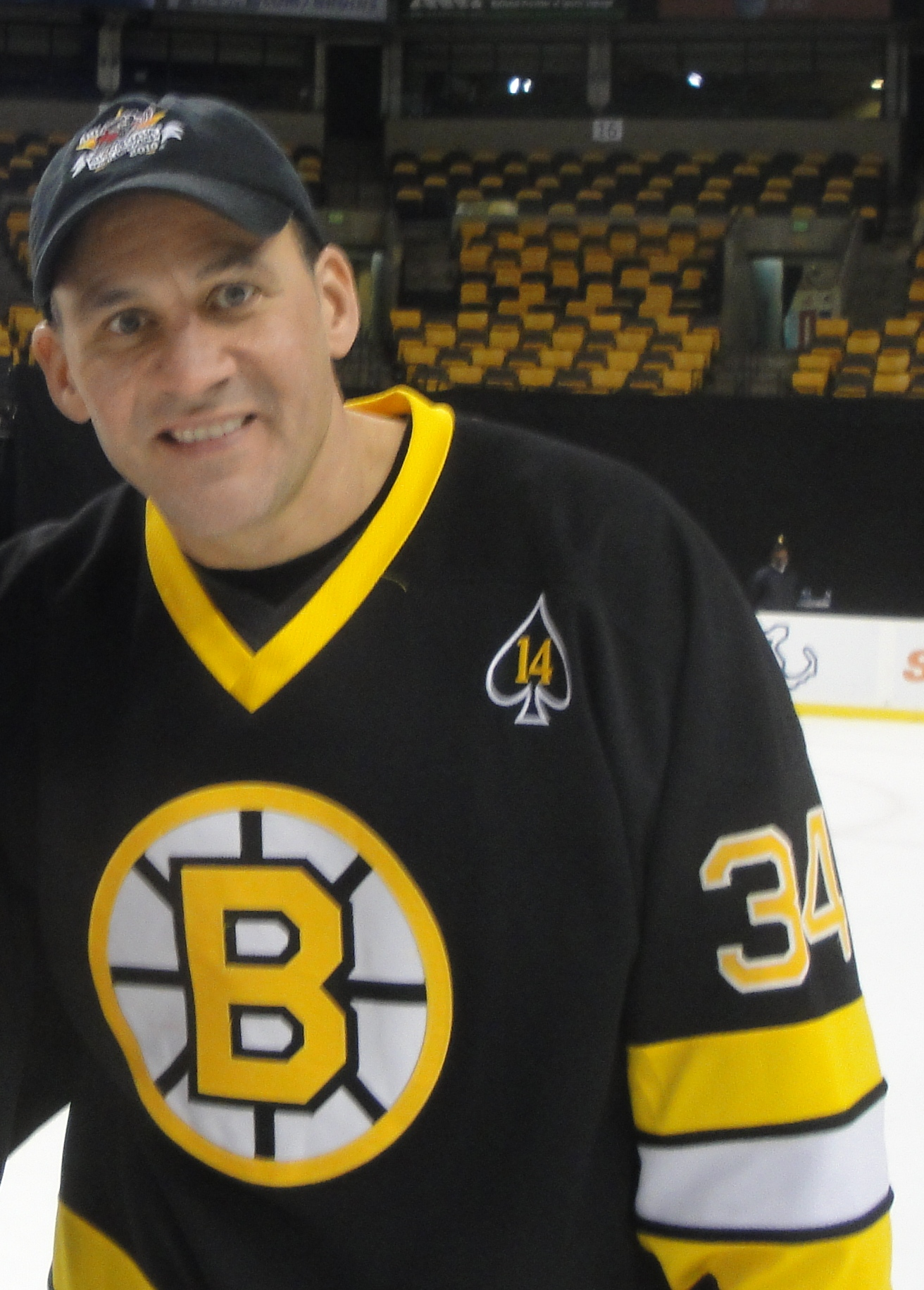
Bob Beers, gewählt an Position 210

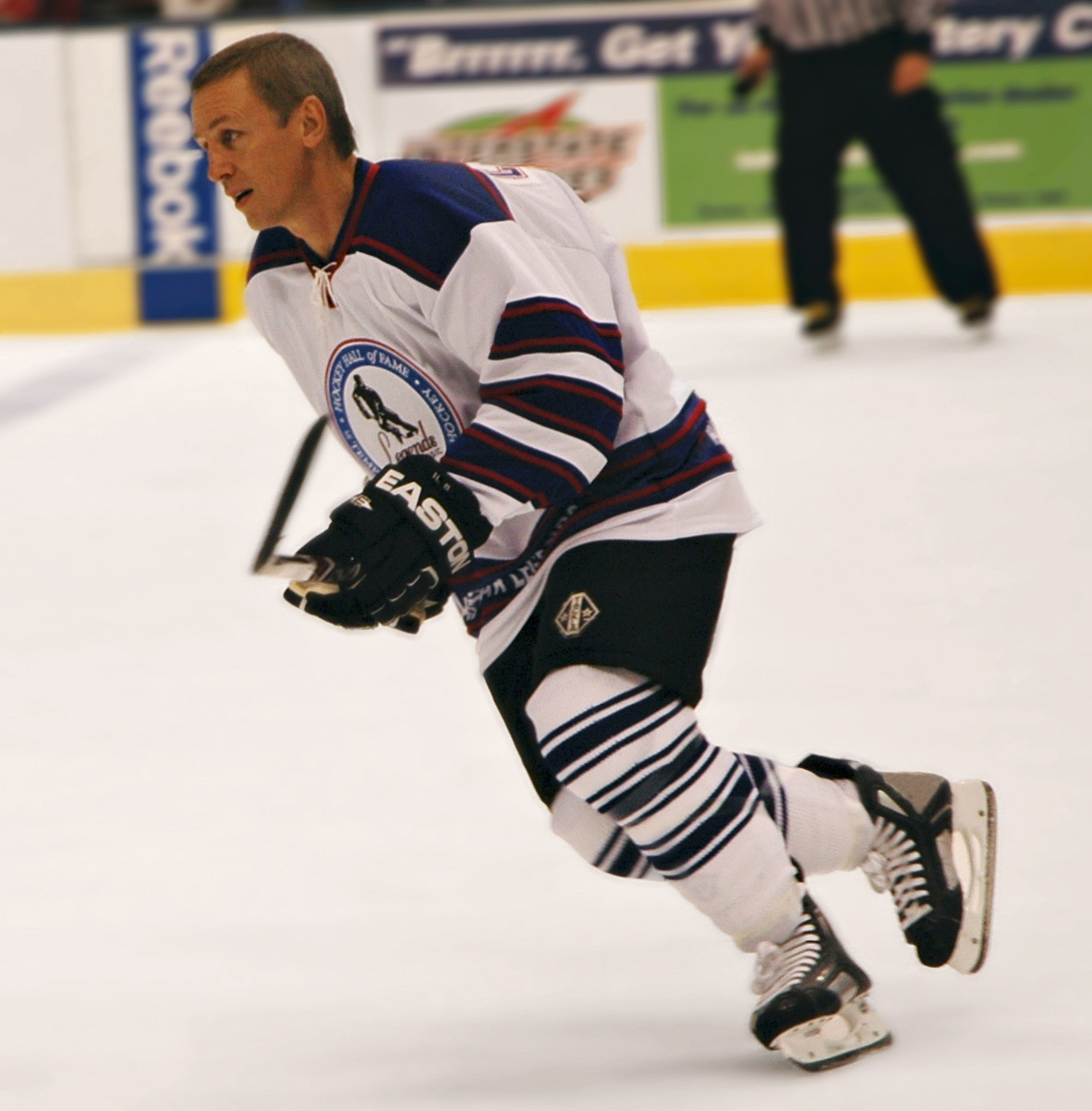
Igor Larionow, gewählt an Position 214

| Inhaltsverzeichnis Runde 1 \| Runde 2 \| Runde 3 \| Runde 4 \| Runde 5 \| Runde 6 \| Runde 7 \| Runde 8 \| Runde 9 \| Runde 10 \| Runde 11 \| Runde 12 |

Abkürzungen:
Position mit C = Center, LW = linker Flügel, RW = rechter Flügel, D = Verteidiger, G = Torwart
Farblegende:
 = Spieler, die in die Hockey Hall of Fame aufgenommen wurden

### Runde 1
| #   | Spieler          | Nationalität       | Position | NHL-Team                                       | College-/Junioren-/Profi-Team               |
| --- | ---------------- | ------------------ | -------- | ---------------------------------------------- | ------------------------------------------- |
| 1.  | Wendel Clark     | Kanada             | D        | Toronto Maple Leafs                            | Saskatoon Blades (WHL)                      |
| 2.  | Craig Simpson    | Kanada             | LW       | Pittsburgh Penguins                            | Michigan State University (NCAA)            |
| 3.  | Craig Wolanin    | Vereinigte Staaten | D        | New Jersey Devils                              | Kitchener Rangers (OHL)                     |
| 4.  | Jim Sandlak      | Kanada             | RW       | Vancouver Canucks                              | London Knights (OHL)                        |
| 5.  | Dana Murzyn      | Kanada             | D        | Hartford Whalers                               | Calgary Wranglers (WHL)                     |
| 6.  | Brad Dalgarno    | Kanada             | RW       | New York Islanders (von Minnesota North Stars) | Hamilton Steelhawks (OHL)                   |
| 7.  | Ulf Dahlén       | Schweden           | RW       | New York Rangers                               | Östersunds IK (Division 1)                  |
| 8.  | Brent Fedyk      | Kanada             | RW       | Detroit Red Wings                              | Regina Pats (WHL)                           |
| 9.  | Craig Duncanson  | Kanada             | LW       | Los Angeles Kings                              | Sudbury Wolves (OHL)                        |
| 10. | Dan Gratton      | Kanada             | C        | Los Angeles Kings (von Boston Bruins)          | Oshawa Generals (OHL)                       |
| 11. | Dave Manson      | Kanada             | D        | Chicago Black Hawks                            | Prince Albert Raiders (WHL)                 |
| 12. | José Charbonneau | Kanada             | RW       | Canadiens de Montréal (von St. Louis Blues)    | Voltigeurs de Drummondville (LHJMQ)         |
| 13. | Derek King       | Kanada             | LW       | New York Islanders                             | Sault Ste. Marie Greyhounds (OHL)           |
| 14. | Calle Johansson  | Schweden           | D        | Buffalo Sabres                                 | Västra Frölunda (Division 1)                |
| 15. | David Latta      | Kanada             | LW       | Nordiques de Québec                            | Kitchener Rangers (OHL)                     |
| 16. | Tom Chorske      | Vereinigte Staaten | LW       | Canadiens de Montréal                          | Minneapolis Southwest High (US High School) |
| 17. | Chris Biotti     | Vereinigte Staaten | D        | Calgary Flames                                 | Belmont Hill High (US High School)          |
| 18. | Ryan Stewart     | Kanada             | C        | Winnipeg Jets                                  | Kamloops Blazers (WHL)                      |
| 19. | Yvon Corriveau   | Kanada             | LW       | Washington Capitals                            | Toronto Marlboros (OHL)                     |
| 20. | Scott Metcalfe   | Kanada             | C        | Edmonton Oilers                                | Kingston Canadians (OHL)                    |
| 21. | Glen Seabrooke   | Kanada             | C        | Philadelphia Flyers                            | Peterborough Petes (OHL)                    |

### Runde 2
| #   | Spieler          | Nationalität       | Position | NHL-Team                                    | College-/Junioren-/Profi-Team            |
| --- | ---------------- | ------------------ | -------- | ------------------------------------------- | ---------------------------------------- |
| 22. | Ken Spangler     | Kanada             | D        | Toronto Maple Leafs                         | Calgary Wranglers (WHL)                  |
| 23. | Lee Giffin       | Kanada             | RW       | Pittsburgh Penguins                         | Oshawa Generals (OHL)                    |
| 24. | Sean Burke       | Kanada             | G        | New Jersey Devils                           | Toronto Marlboros (OHL)                  |
| 25. | Troy Gamble      | Kanada             | G        | Vancouver Canucks                           | Medicine Hat Tigers (WHL)                |
| 26. | Kay Whitmore     | Kanada             | G        | Hartford Whalers                            | Peterborough Petes (OHL)                 |
| 27. | Joe Nieuwendyk   | Kanada             | C        | Calgary Flames (von Minnesota North Stars)  | Cornell University (NCAA)                |
| 28. | Mike Richter     | Vereinigte Staaten | G        | New York Rangers                            | Northwood Prep (US High School)          |
| 29. | Jeff Sharples    | Kanada             | D        | Detroit Red Wings                           | Kelowna Wings (WHL)                      |
| 30. | Pär Edlund       | Schweden           | LW       | Los Angeles Kings                           | IF Björklöven (Elitserien)               |
| 31. | Alain Côté       | Kanada             | D        | Boston Bruins                               | Remparts de Québec (LHJMQ)               |
| 32. | Eric Weinrich    | Vereinigte Staaten | D        | New Jersey Devils (von Chicago Black Hawks) | North Yarmouth Academy (US High School)  |
| 33. | Todd Richards    | Vereinigte Staaten | D        | Canadiens de Montréal (von St. Louis Blues) | Plymouth Armstrong High (US High School) |
| 34. | Brad Lauer       | Kanada             | LW       | New York Islanders                          | Regina Pats (WHL)                        |
| 35. | Benoît Hogue     | Kanada             | LW       | Buffalo Sabres                              | Castors de Saint-Jean (LHJMQ)            |
| 36. | Jason Lafrenière | Kanada             | C        | Nordiques de Québec                         | Hamilton Steelhawks (OHL)                |
| 37. | Herb Raglan      | Kanada             | RW       | St. Louis Blues (von Canadiens de Montréal) | Kingston Canadians (OHL)                 |
| 38. | Jeff Wenaas      | Kanada             | C        | Calgary Flames                              | Medicine Hat Tigers (WHL)                |
| 39. | Roger Öhman      | Schweden           | D        | Winnipeg Jets                               | Leksands IF (Elitserien)                 |
| 40. | John Druce       | Kanada             | RW       | Washington Capitals                         | Peterborough Petes (OHL)                 |
| 41. | Todd Carnelley   | Kanada             | D        | Edmonton Oilers                             | Kamloops Blazers (WHL)                   |
| 42. | Bruce Rendall    | Kanada             | LW       | Philadelphia Flyers                         | Chatham Maroons (WOJHL)                  |

### Runde 3
| #   | Spieler           | Nationalität       | Position | NHL-Team                                                             | College-/Junioren-/Profi-Team          |
| --- | ----------------- | ------------------ | -------- | -------------------------------------------------------------------- | -------------------------------------- |
| 43. | Dave Thomlinson   | Kanada             | LW       | Toronto Maple Leafs                                                  | Brandon Wheat Kings (WHL)              |
| 44. | Nelson Emerson    | Kanada             | RW       | St. Louis Blues (von Pittsburgh Penguins via Canadiens de Montréal)  | Stratford Cullitons (MWJHL)            |
| 45. | Myles O’Connor    | Kanada             | D        | New Jersey Devils                                                    | Notre Dame High (Canadian High School) |
| 46. | Shane Doyle       | Kanada             | D        | Vancouver Canucks                                                    | Belleville Bulls (OHL)                 |
| 47. | Rocky Dundas      | Kanada             | RW       | Canadiens de Montréal (von Hartford Whalers)                         | Kelowna Wings (WHL)                    |
| 48. | Darryl Gilmour    | Kanada             | G        | Philadelphia Flyers (von Minnesota North Stars)                      | Moose Jaw Warriors (WHL)               |
| 49. | Sam Lindståhl     | Schweden           | G        | New York Rangers                                                     | Södertälje SK (Elitserien)             |
| 50. | Steve Chiasson    | Kanada             | D        | Detroit Red Wings                                                    | Guelph Platers (OHL)                   |
| 51. | Stéphane Roy      | Kanada             | C        | Minnesota North Stars (von Los Angeles Kings)                        | Bisons de Granby (LHJMQ)               |
| 52. | Bill Ranford      | Kanada             | G        | Boston Bruins                                                        | New Westminster Bruins (WHL)           |
| 53. | Andy Helmuth      | Kanada             | G        | Chicago Black Hawks                                                  | Ottawa 67’s (OHL)                      |
| 54. | Ned Desmond       | Vereinigte Staaten | D        | St. Louis Blues                                                      | Hotchkiss Academy (US High School)     |
| 55. | Jeff Finley       | Kanada             | D        | New York Islanders                                                   | Portland Winter Hawks (WHL)            |
| 56. | Keith Gretzky     | Kanada             | C        | Buffalo Sabres                                                       | Windsor Compuware Spitfires (OHL)      |
| 57. | Max Middendorf    | Kanada             | C        | Nordiques de Québec                                                  | Sudbury Wolves (OHL)                   |
| 58. | Bruce Racine      | Kanada             | G        | Pittsburgh Penguins (von Canadiens de Montréal via Hartford Whalers) | Northeastern University (NCAA)         |
| 59. | Lane MacDonald    | Vereinigte Staaten | LW       | Calgary Flames                                                       | Harvard University (NCAA)              |
| 60. | Daniel Berthiaume | Kanada             | G        | Winnipeg Jets                                                        | Saguenéens de Chicoutimi (LHJMQ)       |
| 61. | Rob Murray        | Kanada             | C        | Washington Capitals                                                  | Peterborough Petes (OHL)               |
| 62. | Mike Ware         | Kanada             | RW       | Edmonton Oilers                                                      | Hamilton Steelhawks (OHL)              |
| 63. | Shane Whelan      | Kanada             | C        | Philadelphia Flyers                                                  | Oshawa Generals (OHL)                  |

### Runde 4
| #   | Spieler           | Nationalität       | Position | NHL-Team                                                        | College-/Junioren-/Profi-Team          |
| --- | ----------------- | ------------------ | -------- | --------------------------------------------------------------- | -------------------------------------- |
| 64. | Greg Vey          | Kanada             | LW       | Toronto Maple Leafs                                             | Peterborough Petes (OHL)               |
| 65. | Peter Massey      | Vereinigte Staaten | LW       | Nordiques de Québec (von Pittsburgh Penguins via Boston Bruins) | New Hampton Prep (US High School)      |
| 66. | Greg Polak        | Vereinigte Staaten | LW       | New Jersey Devils                                               | Lincoln High (US High School)          |
| 67. | Randy Siska       | Kanada             | C        | Vancouver Canucks                                               | Medicine Hat Tigers (WHL)              |
| 68. | Gary Callaghan    | Kanada             | C        | Hartford Whalers                                                | Belleville Bulls (OHL)                 |
| 69. | Mike Berger       | Kanada             | D        | Minnesota North Stars                                           | Lethbridge Broncos (WHL)               |
| 70. | Pat Janostin      | Kanada             | D        | New York Rangers                                                | Notre Dame High (Canadian High School) |
| 71. | Mark Gowans       | Vereinigte Staaten | G        | Detroit Red Wings                                               | Windsor Compuware Spitfires (OHL)      |
| 72. | Perry Florio      | Vereinigte Staaten | D        | Los Angeles Kings                                               | Kent High (US High School)             |
| 73. | Jamie Kelly       | Vereinigte Staaten | RW       | Boston Bruins                                                   | Scituate High (US High School)         |
| 74. | Dan Vincelette    | Kanada             | LW       | Chicago Black Hawks                                             | Voltigeurs de Drummondville (LHJMQ)    |
| 75. | Martin Desjardins | Kanada             | C        | Canadiens de Montréal (von St. Louis Blues)                     | Draveurs de Trois-Rivières (LHJMQ)     |
| 76. | Kevin Herom       | Kanada             | LW       | New York Islanders                                              | Moose Jaw Warriors (WHL)               |
| 77. | Dave Moylan       | Kanada             | D        | Buffalo Sabres                                                  | Sudbury Wolves (OHL)                   |
| 78. | David Espe        | Vereinigte Staaten | D        | Nordiques de Québec                                             | White Bear Lake High (US High School)  |
| 79. | Brent Gilchrist   | Kanada             | LW       | Canadiens de Montréal                                           | Kelowna Wings (WHL)                    |
| 80. | Roger Johansson   | Schweden           | D        | Calgary Flames                                                  | IF Troja-Ljungby (Division 1)          |
| 81. | Fredrik Olausson  | Schweden           | D        | Winnipeg Jets                                                   | Färjestad BK (Elitserien)              |
| 82. | Bill Houlder      | Kanada             | D        | Washington Capitals                                             | North Bay Centennials (OHL)            |
| 83. | Larry Shaw        | Kanada             | D        | Washington Capitals (von Edmonton Oilers)                       | Peterborough Petes (OHL)               |
| 84. | Paul Marshall     | Vereinigte Staaten | D        | Philadelphia Flyers                                             | Northwood Prep (US High School)        |

### Runde 5
| #    | Spieler        | Nationalität       | Position | NHL-Team                                    | College-/Junioren-/Profi-Team           |
| ---- | -------------- | ------------------ | -------- | ------------------------------------------- | --------------------------------------- |
| 85.  | Jeff Serowik   | Vereinigte Staaten | D        | Toronto Maple Leafs                         | Lawrence Academy (US High School)       |
| 86.  | Steve Gotaas   | Kanada             | C        | Pittsburgh Penguins                         | Prince Albert Raiders (WHL)             |
| 87.  | Rick Herbert   | Kanada             | D        | Chicago Black Hawks (von New Jersey Devils) | Portland Winter Hawks (WHL)             |
| 88.  | Robert Kron    | Tschechoslowakei   | C        | Vancouver Canucks                           | Zetor Brno (1. Liga)                    |
| 89.  | Tommy Hedlund  | Schweden           | D        | New York Islanders (von Hartford Whalers)   | AIK Solna (Elitserien)                  |
| 90.  | Dwight Mullins | Kanada             | RW       | Minnesota North Stars                       | Lethbridge Broncos (WHL)                |
| 91.  | Brad Stepan    | Vereinigte Staaten | LW       | New York Rangers                            | St. Paul Suburban High (US High School) |
| 92.  | Chris Luongo   | Vereinigte Staaten | D        | Detroit Red Wings                           | St. Clair Shores Falcons (NAHL)         |
| 93.  | Petr Prajsler  | Tschechoslowakei   | D        | Los Angeles Kings                           | Tesla Pardubice (1. Liga)               |
| 94.  | Steve Moore    | Kanada             | D        | Boston Bruins                               | London Diamonds (WOJHL)                 |
| 95.  | Brad Belland   | Kanada             | C        | Chicago Black Hawks                         | Sudbury Wolves (OHL)                    |
| 96.  | Tom Sagissor   | Vereinigte Staaten | C        | Canadiens de Montréal (von St. Louis Blues) | Hastings High (US High School)          |
| 97.  | Jeff Sveen     | Kanada             | C        | New York Islanders                          | Boston University (NCAA)                |
| 98.  | Ken Priestlay  | Kanada             | C        | Buffalo Sabres                              | Victoria Cougars (WHL)                  |
| 99.  | Bruce Major    | Kanada             | C        | Nordiques de Québec                         | Richmond Sockeyes (BCJHL)               |
| 100. | Dan Brooks     | Vereinigte Staaten | D        | St. Louis Blues (von Canadiens de Montréal) | St. Thomas Academy (US High School)     |
| 101. | Esa Keskinen   | Finnland           | C        | Calgary Flames                              | TPS Turku (SM-liiga)                    |
| 102. | John Borrell   | Vereinigte Staaten | RW       | Winnipeg Jets                               | Burnsville High (US High School)        |
| 103. | Claude Dumas   | Kanada             | C        | Washington Capitals                         | Bisons de Granby (LHJMQ)                |
| 104. | Tomáš Kapusta  | Tschechoslowakei   | C        | Edmonton Oilers                             | TJ Gottwaldov (1. Liga)                 |
| 105. | Daril Holmes   | Kanada             | RW       | Philadelphia Flyers                         | Kingston Canadians (OHL)                |

### Runde 6
| #    | Spieler            | Nationalität       | Position | NHL-Team                                    | College-/Junioren-/Profi-Team             |
| ---- | ------------------ | ------------------ | -------- | ------------------------------------------- | ----------------------------------------- |
| 106. | Jiří Látal         | Tschechoslowakei   | D        | Toronto Maple Leafs                         | Sparta ČKD Prag (1. Liga)                 |
| 107. | Kevin Clemens      | Kanada             | LW       | Pittsburgh Penguins                         | Regina Pats (WHL)                         |
| 108. | Bill McMillan      | Kanada             | RW       | New Jersey Devils                           | Peterborough Petes (OHL)                  |
| 109. | Martin Hrstka      | Tschechoslowakei   | LW       | Vancouver Canucks                           | Lokomotiva Ingstav Brno (1. ČNHL)         |
| 110. | Shane Churla       | Kanada             | RW       | Hartford Whalers                            | Medicine Hat Tigers (WHL)                 |
| 111. | Mike Mullowney     | Vereinigte Staaten | D        | Minnesota North Stars                       | Deerfield Academy (US High School)        |
| 112. | Brian McReynolds   | Kanada             | C        | New York Rangers                            | Orillia Travelways (OJHL)                 |
| 113. | Randy McKay        | Kanada             | RW       | Detroit Red Wings                           | Michigan Technological University (NCAA)  |
| 114. | Stuart-Lee Marston | Kanada             | D        | Pittsburgh Penguins (von Los Angeles Kings) | Chevaliers de Longueuil (LHJMQ)           |
| 115. | Gordon Hynes       | Kanada             | D        | Boston Bruins                               | Medicine Hat Tigers (WHL)                 |
| 116. | Jonas Heed         | Schweden           | D        | Chicago Black Hawks                         | Södertälje SK (Elitserien)                |
| 117. | Donald Dufresne    | Kanada             | D        | Canadiens de Montréal (von St. Louis Blues) | Draveurs de Trois-Rivières (LHJMQ)        |
| 118. | Rod Dallman        | Kanada             | LW       | New York Islanders                          | Prince Albert Raiders (WHL)               |
| 119. | Joe Reekie         | Kanada             | D        | Buffalo Sabres                              | Cornwall Royals (OHL)                     |
| 120. | Andy Akervik       | Vereinigte Staaten | C        | Nordiques de Québec                         | Eau Claire Memorial High (US High School) |
| 121. | Rick Burchill      | Vereinigte Staaten | G        | St. Louis Blues (von Canadiens de Montréal) | Catholic Memorial High (US High School)   |
| 122. | Tim Sweeney        | Vereinigte Staaten | LW       | Calgary Flames                              | Weymouth North High (US High School)      |
| 123. | Danton Cole        | Vereinigte Staaten | RW       | Winnipeg Jets                               | Aurora Tigers (OJHL)                      |
| 124. | Doug Stromback     | Vereinigte Staaten | RW       | Washington Capitals                         | Kitchener Rangers (OHL)                   |
| 125. | Brian Tessier      | Kanada             | G        | Edmonton Oilers                             | North Bay Centennials (OHL)               |
| 126. | Ken Alexander      | Vereinigte Staaten | D        | Philadelphia Flyers                         | Kitchener Rangers (OHL)                   |

### Runde 7
| #    | Spieler          | Nationalität       | Position | NHL-Team              | College-/Junioren-/Profi-Team            |
| ---- | ---------------- | ------------------ | -------- | --------------------- | ---------------------------------------- |
| 127. | Tim Bean         | Kanada             | LW       | Toronto Maple Leafs   | North Bay Centennials (OHL)              |
| 128. | Steve Titus      | Kanada             | G        | Pittsburgh Penguins   | Cornwall Royals (OHL)                    |
| 129. | Kevin Schrader   | Vereinigte Staaten | D        | New Jersey Devils     | Burnsville High (US High School)         |
| 130. | Brian McFarlane  | Kanada             | RW       | Vancouver Canucks     | Seattle Breakers (WHL)                   |
| 131. | Chris Brant      | Kanada             | LW       | Hartford Whalers      | Sault Ste. Marie Greyhounds (OHL)        |
| 132. | Mike Kelfer      | Vereinigte Staaten | C        | Minnesota North Stars | St. John’s Prep (US High School)         |
| 133. | Neil Pilon       | Kanada             | D        | New York Rangers      | Kamloops Blazers (WHL)                   |
| 134. | Thomas Bjuhr     | Schweden           | LW       | Detroit Red Wings     | AIK Solna (Elitserien)                   |
| 135. | Tim Flanagan     | Kanada             | C        | Los Angeles Kings     | Michigan Technological University (NCAA) |
| 136. | Per Martinelle   | Schweden           | RW       | Boston Bruins         | AIK Solna (Elitserien)                   |
| 137. | Victor Posa      | Kanada             | D        | Chicago Black Hawks   | University of Wisconsin–Madison (NCAA)   |
| 138. | Pat Jablonski    | Vereinigte Staaten | G        | St. Louis Blues       | Detroit Compuware Ambassadors (NAHL)     |
| 139. | Kurt Lackten     | Kanada             | RW       | New York Islanders    | Moose Jaw Warriors (WHL)                 |
| 140. | Petri Matikainen | Finnland           | D        | Buffalo Sabres        | SaPKo (I-divisioona)                     |
| 141. | Mike Oliverio    | Kanada             | C        | Nordiques de Québec   | Sault Ste. Marie Greyhounds (OHL)        |
| 142. | Ed Cristofoli    | Kanada             | RW       | Canadiens de Montréal | Penticton Knights (BCJHL)                |
| 143. | Stu Grimson      | Kanada             | LW       | Calgary Flames        | Regina Pats (WHL)                        |
| 144. | Brent Mowery     | Kanada             | C        | Winnipeg Jets         | Summerland Buckaroos (BCJHL)             |
| 145. | Jamie Nadjiwan   | Kanada             | LW       | Washington Capitals   | Sudbury Wolves (OHL)                     |
| 146. | Shawn Tyers      | Kanada             | RW       | Edmonton Oilers       | Kitchener Rangers (OHL)                  |
| 147. | Tony Horacek     | Kanada             | LW       | Philadelphia Flyers   | Kelowna Wings (WHL)                      |

### Runde 8
| #    | Spieler          | Nationalität       | Position | NHL-Team              | College-/Junioren-/Profi-Team           |
| ---- | ---------------- | ------------------ | -------- | --------------------- | --------------------------------------- |
| 148. | Andy Donahue     | Vereinigte Staaten | C        | Toronto Maple Leafs   | Belmont Hill High (US High School)      |
| 149. | Paul Stanton     | Vereinigte Staaten | D        | Pittsburgh Penguins   | Catholic Memorial High (US High School) |
| 150. | Ed Krayer        | Vereinigte Staaten | LW       | New Jersey Devils     | St. Paul’s High (US High School)        |
| 151. | Håkan Åhlund     | Schweden           | RW       | Vancouver Canucks     | Örebro IK (Division 1)                  |
| 152. | Brian Puhalsky   | Kanada             | LW       | Hartford Whalers      | Notre Dame High (Canadian High School)  |
| 153. | Ross Johnson     | Vereinigte Staaten | LW       | Minnesota North Stars | Rochester Mayo High (US High School)    |
| 154. | Larry Bernard    | Kanada             | LW       | New York Rangers      | Seattle Breakers (WHL)                  |
| 155. | Mike Luckraft    | Vereinigte Staaten | D        | Detroit Red Wings     | Burnsville High (US High School)        |
| 156. | John Hyduke      | Vereinigte Staaten | G        | Los Angeles Kings     | Hibbing High (US High School)           |
| 157. | Randy Burridge   | Kanada             | LW       | Boston Bruins         | Peterborough Petes (OHL)                |
| 158. | John Reid        | Kanada             | G        | Chicago Black Hawks   | Belleville Bulls (OHL)                  |
| 159. | Scott Brickey    | Vereinigte Staaten | RW       | St. Louis Blues       | St. Clair Shores Falcons (NAHL)         |
| 160. | Hank Lammens     | Kanada             | D        | New York Islanders    | St. Lawrence University (NCAA)          |
| 161. | Trent Kaese      | Kanada             | RW       | Buffalo Sabres        | Lethbridge Broncos (WHL)                |
| 162. | Mario Brunetta   | Kanada             | G        | Nordiques de Québec   | Remparts de Québec (LHJMQ)              |
| 163. | Mike Claringbull | Kanada             | D        | Canadiens de Montréal | Medicine Hat Tigers (WHL)               |
| 164. | Nate Smith       | Vereinigte Staaten | D        | Calgary Flames        | Lawrence Academy (US High School)       |
| 165. | Tom Draper       | Kanada             | G        | Winnipeg Jets         | University of Vermont (NCAA)            |
| 166. | Mark Haarmann    | Kanada             | D        | Washington Capitals   | Oshawa Generals (OHL)                   |
| 167. | Tony Fairfield   | Kanada             | RW       | Edmonton Oilers       | St. Albert Saints (AJHL)                |
| 168. | Mike Cusack      | Vereinigte Staaten | RW       | Philadelphia Flyers   | Dubuque Fighting Saints (USHL)          |

### Runde 9
| #    | Spieler          | Nationalität       | Position | NHL-Team              | College-/Junioren-/Profi-Team          |
| ---- | ---------------- | ------------------ | -------- | --------------------- | -------------------------------------- |
| 169. | Todd Whittemore  | Vereinigte Staaten | C        | Toronto Maple Leafs   | Kent High (US High School)             |
| 170. | Jim Paek         | Kanada             | D        | Pittsburgh Penguins   | Oshawa Generals (OHL)                  |
| 171. | Jamie Huscroft   | Kanada             | D        | New Jersey Devils     | Seattle Breakers (WHL)                 |
| 172. | Curtis Hunt      | Kanada             | D        | Vancouver Canucks     | Prince Albert Raiders (WHL)            |
| 173. | Greg Dornbach    | Vereinigte Staaten | C        | Hartford Whalers      | Miami University (NCAA)                |
| 174. | Tim Helmer       | Kanada             | RW       | Minnesota North Stars | Ottawa 67’s (OHL)                      |
| 175. | Stéphane Brochu  | Kanada             | D        | New York Rangers      | Remparts de Québec (LHJMQ)             |
| 176. | Rob Schena       | Vereinigte Staaten | D        | Detroit Red Wings     | St. John’s Prep (US High School)       |
| 177. | Steve Horner     | Kanada             | RW       | Los Angeles Kings     | Henry Carr High (Canadian High School) |
| 178. | Gord Cruickshank | Kanada             | C        | Boston Bruins         | Providence College (NCAA)              |
| 179. | Richard Laplante | Kanada             | C        | Chicago Black Hawks   | University of Vermont (NCAA)           |
| 180. | Jeff Urban       | Vereinigte Staaten | LW       | St. Louis Blues       | Minnetonka High (US High School)       |
| 181. | Rich Wiest       | Kanada             | C        | New York Islanders    | Lethbridge Broncos (WHL)               |
| 182. | Jiří Šejba       | Tschechoslowakei   | LW       | Buffalo Sabres        | Dukla Jihlava (1. Liga)                |
| 183. | Brit Peer        | Kanada             | RW       | Nordiques de Québec   | Sault Ste. Marie Greyhounds (OHL)      |
| 184. | Roger Beedon     | Kanada             | G        | Canadiens de Montréal | Sarnia Bees (WOJHL)                    |
| 185. | Darryl Olsen     | Kanada             | D        | Calgary Flames        | St. Albert Saints (AJHL)               |
| 186. | Neven Kardum     | Kanada             | C        | Winnipeg Jets         | Henry Carr High (Canadian High School) |
| 187. | Steve Hollett    | Kanada             | LW       | Washington Capitals   | Sault Ste. Marie Greyhounds (OHL)      |
| 188. | Kelly Buchberger | Kanada             | RW       | Edmonton Oilers       | Moose Jaw Warriors (WHL)               |
| 189. | Gord Murphy      | Kanada             | D        | Philadelphia Flyers   | Oshawa Generals (OHL)                  |

### Runde 10
| #    | Spieler         | Nationalität       | Position | NHL-Team                                      | College-/Junioren-/Profi-Team             |
| ---- | --------------- | ------------------ | -------- | --------------------------------------------- | ----------------------------------------- |
| 190. | Bobby Reynolds  | Vereinigte Staaten | LW       | Toronto Maple Leafs                           | St. Clair Shores Falcons (NAHL)           |
| 191. | Steve Shaunessy | Vereinigte Staaten | D        | Pittsburgh Penguins                           | Reading High (US High School)             |
| 192. | Terry Shold     | Vereinigte Staaten | LW       | New Jersey Devils                             | International Falls High (US High School) |
| 193. | Carl Valimont   | Vereinigte Staaten | D        | Vancouver Canucks                             | University of Massachusetts Lowell (NCAA) |
| 194. | Paul Tory       | Kanada             | RW       | Hartford Whalers                              | University of Illinois at Chicago (NCAA)  |
| 195. | Gordie Ernst    | Vereinigte Staaten | C        | Minnesota North Stars                         | Cranston East High (US High School)       |
| 196. | Steve Nemeth    | Kanada             | C        | New York Rangers                              | Lethbridge Broncos (WHL)                  |
| 197. | Erik Hämäläinen | Finnland           | D        | Detroit Red Wings                             | Lukko Rauma (SM-liiga)                    |
| 198. | Maurizio Mansi  | Kanada             | RW       | Canadiens de Montréal (von Los Angeles Kings) | Rensselaer Polytechnic Institute (NCAA)   |
| 199. | Dave Buda       | Kanada             | LW       | Boston Bruins                                 | Streetsville Derbys (COJHL)               |
| 200. | Brad Hamilton   | Kanada             | D        | Chicago Black Hawks                           | Aurora Tigers (OJHL)                      |
| 201. | Vince Guidotti  | Vereinigte Staaten | D        | St. Louis Blues                               | Noble and Greenough High (US High School) |
| 202. | Real Arsenault  | Kanada             | LW       | New York Islanders                            | Prince Andrew High (Canadian High School) |
| 203. | Boyd Sutton     | Vereinigte Staaten | C        | Buffalo Sabres                                | Stratford Cullitons (MWJHL)               |
| 204. | Tom Sasso       | Vereinigte Staaten | C        | Nordiques de Québec                           | Babson College (NCAA)                     |
| 205. | Chad Arthur     | Vereinigte Staaten | LW       | Canadiens de Montréal                         | Stratford Cullitons (MWJHL)               |
| 206. | Peter Romberg   | Deutschland BR     | D        | Calgary Flames                                | ECD Iserlohn (Bundesliga)                 |
| 207. | Dave Quigley    | Kanada             | G        | Winnipeg Jets                                 | Université de Moncton (CIAU)              |
| 208. | Dallas Eakins   | Kanada             | D        | Washington Capitals                           | Peterborough Petes (OHL)                  |
| 209. | Mario Barbe     | Kanada             | D        | Edmonton Oilers                               | Saguenéens de Chicoutimi (LHJMQ)          |
| 210. | Bob Beers       | Vereinigte Staaten | D        | Boston Bruins (von Philadelphia Flyers)       | Buffalo Jr. Sabres (NAHL)                 |

### Runde 11
| #    | Spieler                | Nationalität       | Position | NHL-Team              | College-/Junioren-/Profi-Team            |
| ---- | ---------------------- | ------------------ | -------- | --------------------- | ---------------------------------------- |
| 211. | Tim Armstrong          | Kanada             | C        | Toronto Maple Leafs   | Toronto Marlboros (OHL)                  |
| 212. | Doug Greschuk          | Kanada             | D        | Pittsburgh Penguins   | St. Albert Saints (AJHL)                 |
| 213. | Jamie McKinley         | Kanada             | RW       | New Jersey Devils     | Guelph Platers (OHL)                     |
| 214. | Igor Larionow          | Sowjetunion        | C        | Vancouver Canucks     | ZSKA Moskau (Wysschaja Liga)             |
| 215. | Jerry Pawlowski        | Vereinigte Staaten | D        | Hartford Whalers      | Harvard University (NCAA)                |
| 216. | Ladislav Lubina        | Tschechoslowakei   | LW       | Minnesota North Stars | Tesla Pardubice (1. Liga)                |
| 217. | Robert Burakovsky      | Schweden           | RW       | New York Rangers      | Leksands IF (Elitserien)                 |
| 218. | Bo Svanberg            | Schweden           | C        | Detroit Red Wings     | Färjestad BK (Elitserien)                |
| 219. | Trent Ciprick          | Kanada             | RW       | Los Angeles Kings     | Brandon Wheat Kings (WHL)                |
| 220. | John Byce              | Vereinigte Staaten | RW       | Boston Bruins         | Madison Memorial High (US High School)   |
| 221. | Ian Pound              | Kanada             | D        | Chicago Black Hawks   | Kitchener Rangers (OHL)                  |
| 222. | Ron Saatzer            | Vereinigte Staaten | C        | St. Louis Blues       | Hopkins High (US High School)            |
| 223. | Mike Volpe             | Kanada             | G        | New York Islanders    | Saint Mary’s University Halifax (CIAU)   |
| 224. | Guy Larose             | Kanada             | C        | Buffalo Sabres        | Guelph Platers (OHL)                     |
| 225. | Gary Murphy            | Vereinigte Staaten | D        | Nordiques de Québec   | Arlington Catholic High (US High School) |
| 226. | Mike Bishop            | Kanada             | D        | Canadiens de Montréal | Sarnia Bees (WOJHL)                      |
| 227. | Alexander Koschewnikow | Sowjetunion        | C        | Calgary Flames        | Spartak Moskau (Wysschaja Liga)          |
| 228. | Chris Norton           | Kanada             | D        | Winnipeg Jets         | Cornell University (NCAA)                |
| 229. | Steve Hrynewich        | Kanada             | C        | Washington Capitals   | Ottawa 67’s (OHL)                        |
| 230. | Peter Headon           | Kanada             | C        | Edmonton Oilers       | Notre Dame High (Canadian High School)   |
| 231. | Rod Williams           | Kanada             | RW       | Philadelphia Flyers   | Kelowna Wings (WHL)                      |

### Runde 12
| #    | Spieler         | Nationalität       | Position | NHL-Team              | College-/Junioren-/Profi-Team         |
| ---- | --------------- | ------------------ | -------- | --------------------- | ------------------------------------- |
| 232. | Mitch Murphy    | Kanada             | G        | Toronto Maple Leafs   | St. Paul’s High (US High School)      |
| 233. | Gregory Choules | Kanada             | LW       | Pittsburgh Penguins   | Saguenéens de Chicoutimi (LHJMQ)      |
| 234. | David Williams  | Vereinigte Staaten | D        | New Jersey Devils     | Choate Rosemary Hall (US High School) |
| 235. | Darren Taylor   | Kanada             | LW       | Vancouver Canucks     | Calgary Wranglers (WHL)               |
| 236. | Bruce Hill      | Kanada             | C        | Hartford Whalers      | University of Denver (NCAA)           |
| 237. | Tommy Sjödin    | Schweden           | D        | Minnesota North Stars | Timrå IK (Division 1)                 |
| 238. | Rudy Poeschek   | Kanada             | D        | New York Rangers      | Kamloops Blazers (WHL)                |
| 239. | Mikael Lindman  | Schweden           | D        | Detroit Red Wings     | AIK Solna U20 (Schweden U20)          |
| 240. | Marián Horváth  | Tschechoslowakei   | LW       | Los Angeles Kings     | Slovan Bratislava (1. Liga)           |
| 241. | Marc West       | Kanada             | C        | Boston Bruins         | Burlington Cougars (COJHL)            |
| 242. | Richard Braccia | Vereinigte Staaten | LW       | Chicago Black Hawks   | Avon Old Farms High (US High School)  |
| 243. | Dave Jecha      | Vereinigte Staaten | D        | St. Louis Blues       | Minnetonka High (US High School)      |
| 244. | Tony Grenier    | Kanada             | C        | New York Islanders    | Prince Albert Raiders (WHL)           |
| 245. | Ken Baumgartner | Kanada             | LW       | Buffalo Sabres        | Prince Albert Raiders (WHL)           |
| 246. | Jean Bois       | Kanada             | LW       | Nordiques de Québec   | Draveurs de Trois-Rivières (LHJMQ)    |
| 247. | John Ferguson   | Kanada             | LW       | Canadiens de Montréal | Winnipeg South Blues (MJHL)           |
| 248. | Bill Gregoire   | Kanada             | D        | Calgary Flames        | Victoria Cougars (WHL)                |
| 249. | Anssi Melametsä | Finnland           | C        | Winnipeg Jets         | HIFK Helsinki (SM-liiga)              |
| 250. | Frank Di Muzio  | Kanada             | LW       | Washington Capitals   | Belleville Bulls (OHL)                |
| 251. | John Haley      | Vereinigte Staaten | G        | Edmonton Oilers       | Hull High (US High School)            |
| 252. | Paul Maurice    | Kanada             | D        | Philadelphia Flyers   | Windsor Compuware Spitfires (OHL)     |

## Statistik
| Rang | Nationalität       | Anzahl |
| ---- | ------------------ | ------ |
|      | Nordamerika        | 221    |
| 1.   | Kanada             | 159    |
| 2.   | Vereinigte Staaten | 62     |
|      | Europa             | 31     |
| 3.   | Schweden           | 16     |
| 4.   | Tschechoslowakei   | 8      |
| 5.   | Finnland           | 4      |
| 6.   | Sowjetunion        | 2      |
| 7.   | BR Deutschland     | 1      |

| Rang | Position             | Anzahl |
| ---- | -------------------- | ------ |
| 1.   | Verteidiger          | 83     |
| 2.   | Center               | 54     |
| 3.   | linke Flügelstürmer  | 50     |
| 4.   | rechte Flügelstürmer | 41     |
| 5.   | Torhüter             | 24     |

| Rang | Liga                                            | Anzahl |
| ---- | ----------------------------------------------- | ------ |
| 1.   | Ontario Hockey League (OHL)                     | 59     |
| 2.   | Western Hockey League (WHL)                     | 48     |
| 3.   | US High School                                  | 45     |
| 4.   | National Collegiate Athletic Association (NCAA) | 20     |
| 5.   | Ligue de hockey junior majeur du Québec (LHJMQ) | 15     |
| 6.   | Elitserien                                      | 10     |
| 7.   | 1. Liga                                         | 7      |
| 7.   | Canadian High School                            | 7      |
| 9.   | Division 1                                      | 5      |
| 9.   | North American Hockey League (NAHL)             | 5      |
| 11.  | Western Ontario Junior Hockey League (WOJHL)    | 4      |
| 12.  | SM-liiga                                        | 3      |
| 12.  | Alberta Junior Hockey League (AJHL)             | 3      |
| 12.  | British Columbia Junior Hockey League (BCJHL)   | 3      |
| 12.  | Mid-Western Junior Hockey League (MWJHL)        | 3      |
| 12.  | Ontario Junior Hockey League (OJHL)             | 3      |
| 17.  | Wysschaja Liga                                  | 2      |
| 17.  | Canadian Interuniversity Athletics Union (CIAU) | 2      |
| 17.  | Central Ontario Junior Hockey League (COJHL)    | 2      |
| 20.  | 1. ČNHL                                         | 1      |
| 20.  | I-divisioona                                    | 1      |
| 20.  | Bundesliga                                      | 1      |
| 20.  | Manitoba Junior Hockey League (MJHL)            | 1      |
| 20.  | Schweden U20                                    | 1      |
| 20.  | United States Hockey League (USHL)              | 1      |

## Rückblick

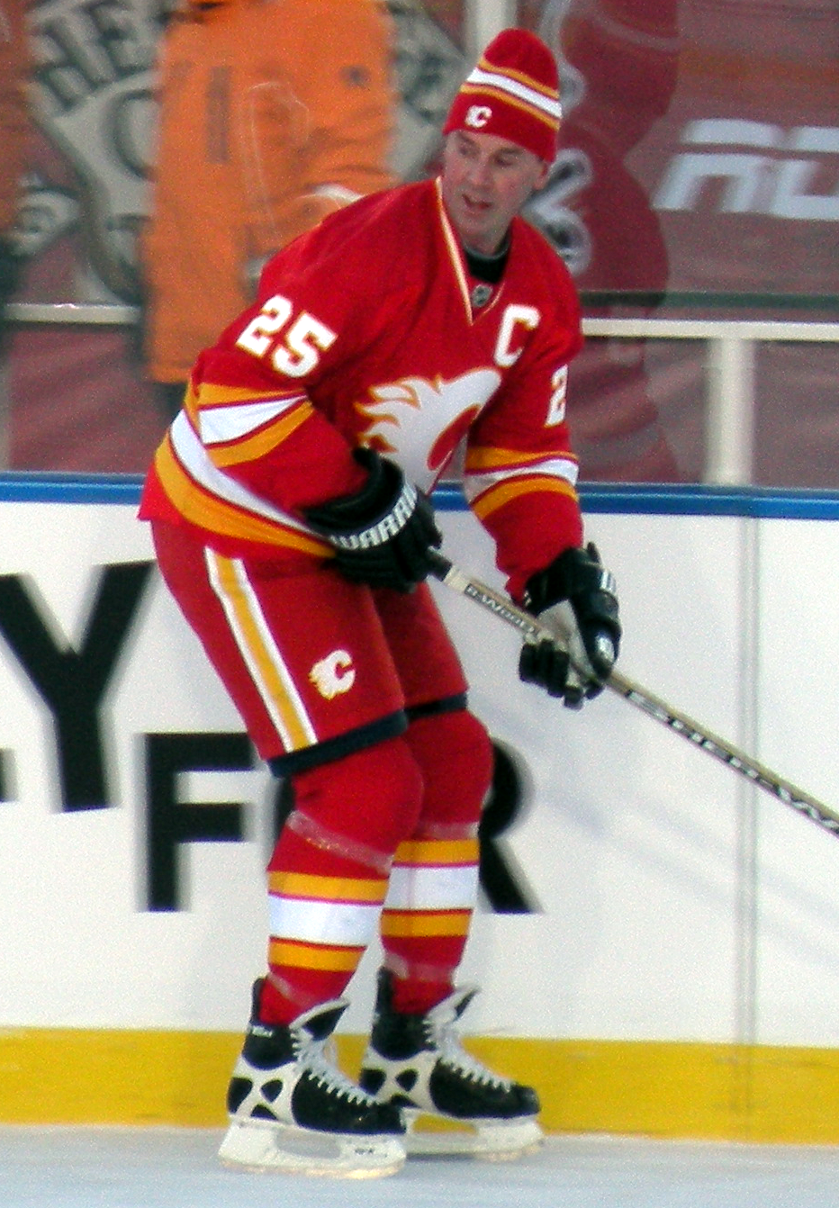
Joe Nieuwendyk, statistisch bester Spieler dieses Jahrgangs

Alle Spieler dieses Draft-Jahrgangs haben ihre Profikarrieren beendet. Die Tabellen zeigen die jeweils fünf besten Akteure in den Kategorien Spiele, Tore, Vorlagen und Scorerpunkte sowie die fünf Torhüter mit den meisten Siegen in der NHL. Darüber hinaus haben 104 der 252 gewählten Spieler (ca. 41 %) mindestens eine NHL-Partie bestritten.
Abkürzungen: Sp = Spiele, T = Tore, V = Assists, Pkt = Scorerpunkte, S = Siege; Fett: Bestwert
| Pick | Spieler          | Position | Sp   | T   | V   | Pkt  |
| ---- | ---------------- | -------- | ---- | --- | --- | ---- |
| 27.  | Joe Nieuwendyk   | C        | 1257 | 564 | 562 | 1126 |
| 7.   | Ulf Dahlén       | RW       | 966  | 301 | 354 | 655  |
| 214. | Igor Larionow    | C        | 921  | 169 | 475 | 644  |
| 13.  | Derek King       | LW       | 830  | 261 | 351 | 612  |
| 81.  | Fredrik Olausson | D        | 1022 | 147 | 434 | 581  |
| 1.   | Wendel Clark     | LW       | 793  | 330 | 234 | 564  |
| 14.  | Calle Johansson  | D        | 1109 | 119 | 416 | 535  |
| 2.   | Craig Simpson    | LW       | 634  | 247 | 250 | 497  |
| 11.  | Dave Manson      | D        | 1103 | 102 | 288 | 390  |
| 32.  | Eric Weinrich    | D        | 1157 | 70  | 318 | 388  |
| 188. | Kelly Buchberger | RW       | 1182 | 105 | 204 | 309  |

| Pick | Spieler           | Sp  | S   |
| ---- | ----------------- | --- | --- |
| 24.  | Sean Burke        | 820 | 324 |
| 28.  | Mike Richter      | 666 | 301 |
| 52.  | Bill Ranford      | 647 | 240 |
| 60.  | Daniel Berthiaume | 215 | 81  |
| 26.  | Kay Whitmore      | 155 | 60  |